# Мендонса Перейра, Винисиус
Вини́сиус Мендо́нса Пере́йра (порт.-браз. Vinicius Mendonça Pereira; род. 20 февраля 2004, Диадема, Сан-Паулу), более известный как Винисиньо (порт.-браз. Vinicinho) — бразильский футболист, вингер клуба «Ред Булл Брагантино».

## Клубная карьера
Винисиньо — воспитанник клубов «Агуа Санта», «Деспортиво Бразил», «Фламенго» и «Ред Булл Брагантино». 22 мая 2024 года в поединке Кубка Бразилии против «Соуза» игрок дебютировал за основной состав последних. 12 июня в матче против «Атлетико Минейро» он дебютировал в бразильской Серии A. 15 сентября в поединке против «Гремио» игрок забил свой первый гол за «Ред Булл Зальцбург».